# Węgrzy
Węgrzy (także Madziarzy / Madziarowie, węg. l.poj. magyar, l.mn. magyarok) – naród europejski z grupy ludów ugrofińskich, zamieszkujący głównie własne państwo narodowe – Węgry w Europie Środkowej, posługujący się językiem węgierskim.

## Liczebność i rozmieszczenie
Węgrów jest obecnie około 14,5 miliona. Przeważająca większość zamieszkuje Węgry – około 10 mln. Około 2,5 mln Węgrów tworzy mniejszości w krajach ościennych: Rumunii (Siedmiogród) – 1,4 mln, Słowacji – 0,5 mln, Serbii (Wojwodina) – 0,3 mln, Ukrainie (Zakarpacie) – 156 tys., Austrii – 40 tys., Chorwacji – 14 tys. i Słowenii – 6 tys. Istnieje również liczna diaspora węgierska, głównie w Stanach Zjednoczonych, gdzie do węgierskiego pochodzenia przyznaje się około 1,5 mln osób, oraz w Europie Zachodniej, najwięcej w Niemczech – 120 tys. i w Wielkiej Brytanii – 80 tys.
Naród węgierski jest jednolity kulturowo i etnicznie. Świadomość odrębności przejawiają dwie grupy pochodzenia węgierskiego mieszkające poza krajem: Seklerzy (węg. Székely) i Czangowie (węg. Csángó), zamieszkujące odpowiednio Siedmiogród i Mołdawię Rumuńską. Grupy te nie mają rodowodu ugrofińskiego, lecz odmienny – turecki w przypadku Szeklerów, mieszany w przypadku Czangów.

## Nazwa
Rodzime określenie narodu węgierskiego brzmi magyar (wcześniej megyeri). Po raz pierwszy pojawia się w źródłach muzułmańskich z IX i X wieku. Nie jest jasne, kiedy powstało: zwolennicy teorii o wczesnym wyodrębnieniu się Węgrów sądzą, że było używane od czasu rozpadu wspólnoty ugryjskiej w połowie I tysiąclecia p.n.e., z kolei zwolennicy teorii o późniejszym wyodrębnieniu się etnosu węgierskiego umieszczają to zdarzenie około IX-X wieku n.e. András Róna-Tas datuje powstanie etnonimu magyar na pierwszą połowę VIII wieku n.e.
Badacze są zgodni, że nazwa magyar stanowi złożenie słów maď/madž i er(i). Pierwsze z nich ma indoeuropejskie pochodzenie. Rdzeń manč – „człowiek”, prawdopodobnie związany jest z rzeczownikiem maňča – „opowiadanie”. Druga część złożenia er ma pochodzenie ugrofińskie i też znaczy „człowiek” (por. współczesne węg. ember „człowiek”). Takie konotacje złożenia magyar dają asumpt do przypuszczeń, że etnos (staro)węgierski powstał ze zlania się dwóch ludów ugryjskich, z których jeden posługiwał się nazwą własną manča, a drugi – er. Powstała w ten sposób nazwa mogła brzmieć madžer i znaczyć „lud mówiący” (w przeciwieństwie do pozostałych ludów, mówiących niezrozumiale, czyli „niemych”; por. słowiańskie „Słowianie” vs. „Niemcy”). Magyar początkowo było nazwą jednego z siedmiu koczowniczych plemion węgierskich: Meder/Megyer, Tarján, Jenő, Kér, Keszih, Kürt-Gyarmat i Nyék. W końcu X w. plemieniu Magyarów (pod wodzą Arpada) udało się zjednoczyć pozostałe sześć pod swoim przewodnictwem.
W większości języków europejskich nazwa narodu węgierskiego nie ma jednak nic wspólnego z nazwą rodzimą. Podstawą dzisiejszych nazw jest etnonim onogur, stanowiący złożenie bułgarsko-tureckich słów on „dziesięć” + ogur „plemię”, prawdopodobnie pochodzący z V w., gdy Madziarzy byli ściśle związani ze związkiem plemion Hunów i Protobułgarów, zwanym Onogurami. Stykający się z oboma ludami Słowianie przenieśli etnonim onogur na Madziarów, skrócili go do formy og(ъ)r – (forma cerkiewna ągri) i wymawiali z początkowym przydechowym w- jako W-ągri. Stąd wywodzą się dzisiejsze „Węgrzy/Węgier” w języku polskim (dawniej również „Węgrzyn”, dziś zarezerwowane dla wina z Węgier, nazwy osad „Węgrzce” i podobne), równolegle z nieco przestarzałą formą Madziar, madziarski oraz rosyjskie венгры (wym. „wiengry”), ukraińskie угорці (wym. „uhorci”) lub угри (wym. „uhry”), staroczeskie uhři (wym. „uhrzy"), litewskie Vengrai.
W języku słowackim Węgrzy to dziś Maďari, ale dawniej nazywano ich Uhri, która to nazwa pozostawiła ślad w nazwie historycznego Królestwa Węgier Uhorsko. Podobnie ma się sprawa w języku czeskim – Uhři, dawniej Uhri, zostało wyparte przez Maďaři i zachowało się w określeniu Węgier historycznych – Uhersko, Uherské království.
Na polską nazwę nieco światła rzuca również to, iż w średniowieczu zapisywano ten etnonim (np. w Geografie Bawarskim) jako Vngare, przy użyciu łacińskiej półsamogłoski V, odczytywanej jako samogłoska „u” lub spółgłoska „w”. Odczytanie tego słowa przez „w” doprowadziło np. autora Kroniki wielkopolskiej do powiązania Vngari z rzeką Wkrą (Vkra, Vcri) i absurdalnej tezy o pochodzeniu Węgrów z Pomorza.

## Pochodzenie i dzieje

### Przed zajęciem Kotliny Panońskiej

Wędrówka plemion węgierskich

Węgrzy należą do ludów uralskich, do ich gałęzi ugrofińskiej, podgałęzi ugryjskiej. Ich najbliższymi krewnymi są dziś zamieszkujący zachodnią Syberię Chantowie i Mansowie. O wspólnym pochodzeniu świadczy dziś tylko podobieństwo języków (niezbyt bliskie – węgierski oraz chantyjski i mansyjski nie są wzajemnie zrozumiałe), ponieważ wszelkie więzy kulturowe i antropologiczne zanikły w toku dziejów. W odróżnieniu od swych najbliższych krewnych dzisiejsi Węgrzy bez wątpienia należą do zachodnioeuropejskiego kręgu kulturowego i reprezentują całkowicie europoidalny typ antropologiczny.
Grupa ludów ugryjskich, wśród nich przodkowie Węgrów, wyodrębniła się spośród ludów ugrofińskich prawdopodobnie w połowie II tysiąclecia p.n.e. Znaleziska archeologiczne świadczą, że siedziby tej grupy ludów znajdowały się na wschód od środkowego Uralu, w strefie tajgi i lasostepu. Pra-Węgrzy zajmowali południowy skraj – strefę lasostepową, wskutek czego byli wystawieni na kontakty z koczownikami Wielkiego Stepu. W następnych stuleciach, prawdopodobnie wskutek postępujących zmian klimatu i stepowienia ich siedzib, sposób utrzymania pra-Węgrów stopniowo zmienił się ze zbieractwa i łowiectwa w pasterstwo, czemu towarzyszyło nabycie od koczowników kluczowej umiejętności hodowli konia.
Ani archeologia, ani źródła pisane nie dają żadnych wiadomości, co działo się z przodkami Węgrów w okresie od V wieku p.n.e. do V wieku n.e. Zajmowali oni wtedy terytorium o nieustalonej lokalizacji zwane w późniejszych kronikach Magna Hungaria (łac. „Wielkie Węgry”), leżące albo na stepach Kubania na Kaukazie Północnym (co sugerują zapożyczenia alańskie w węgierskim) albo między środkową Wołgą a Uralem (co sugerują znaleziska archeologiczne, zwłaszcza cmentarzysko Bolsze Tigany w dzisiejszym Tatarstanie). Obie te hipotezy są zasadnie krytykowane.

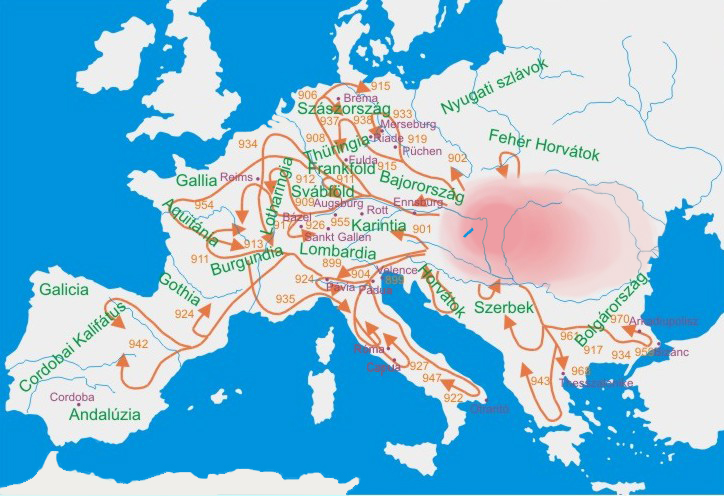
Najazdy węgierskie

Między V a IX wiekiem n.e. większość pra-Węgrów wywędrowała z dotychczasowej siedziby na stepach poduralskich na południowy zachód. Pierwsza faza tej wędrówki zakończyła się osiedleniem na stepach na północnym wybrzeżu Morza Czarnego u granic państwa chazarskiego – gdzieś między dolnym Donem a dolnym Dunajem. Ich obecność tam jest poświadczona dla lat 30. IX wieku przez (dość niepewne czasowo) wzmianki w itinerarium Kitāb al-A'lāk an-Nafīsa perskiego podróżnika Ahmada ibn Rusty i w bizantyjskiej kronice Georgius monachus continuatus. Brak wiadomości co do trasy tej wędrówki: możliwe, że pra-Węgrzy przybyli tu od razu spod Uralu, równie możliwe jednak, że po drodze – dopiero w tym okresie – koczowali na stepach przedkaukaskich między Kubaniem a Donem. Traktat bizantyjskiego cesarza Konstantyna VII Porfirogenety De administrando imperio z połowy X wieku powiada, że pra–Węgrzy mieszkali w krainie zwanej od imienia jednego z ich wodzów Levédia, leżącej nad niezidentyfikowaną rzeką Chidmas bądź Chingilus, skąd zostali wyparci przez Pieczyngów do krainy zwanej Atelkuz(u), co prawdopodobnie odpowiada węgierskiemu Etelköz („międzyrzecze”). Wzajemny stosunek tych dwóch krain jest niepewny: mogły się pokrywać, Lewedia mogła również stanowić tylko część Etelköz podległą jednemu z wodzów. Wybitny węgierski mediewista Gyula Kristó zidentyfikował Chidmas jako Kodymę, Chingilus jako Inguł – dopływy dolnego biegu Bohu i na tej podstawie umieścił Lewedię między Dunajem a Prutem, względnie między Prutem a Dniestrem. Geograf Bawarski w 845 zna Węgrów pod łacińską nazwą Ungare.
W tym okresie pra-Węgrzy pozostawali pod intensywnymi politycznymi i kulturowymi wpływami protobułgarskich i chazarskich organizmów państwowych. Zapożyczenia w języku starowęgierskim świadczą o długotrwałych kontaktach z ludami tureckimi i irańskimi.
Jeszcze przebywając w Etelköz, począwszy od 862, pra-Węgrzy regularnie zapuszczali się do środkowej, a nawet zachodniej Europy, z reguły jako sprzymierzeńcy jednej z lokalnych potęg – Wschodnich Franków, Wielkich Moraw, Bizancjum. Nieustanny nacisk Pieczyngów skłonił ich w końcu, po kolejnej klęsce, prawdopodobnie w 895, do przesiedlenia się za Karpaty – do Kotliny Panońskiej (Niziny Węgierskiej). Doszło do tego w 896 – wydarzenie to, zwane Honfoglalás („zajęcie ojczyzny”), oznaczało koniec ich wędrówki, a jednocześnie wejście w krąg kultury europejskiej i jako takie miało przełomowe znaczenie dla dziejów Węgrów i ich państwa.

### Po zajęciu Kotliny Panońskiej

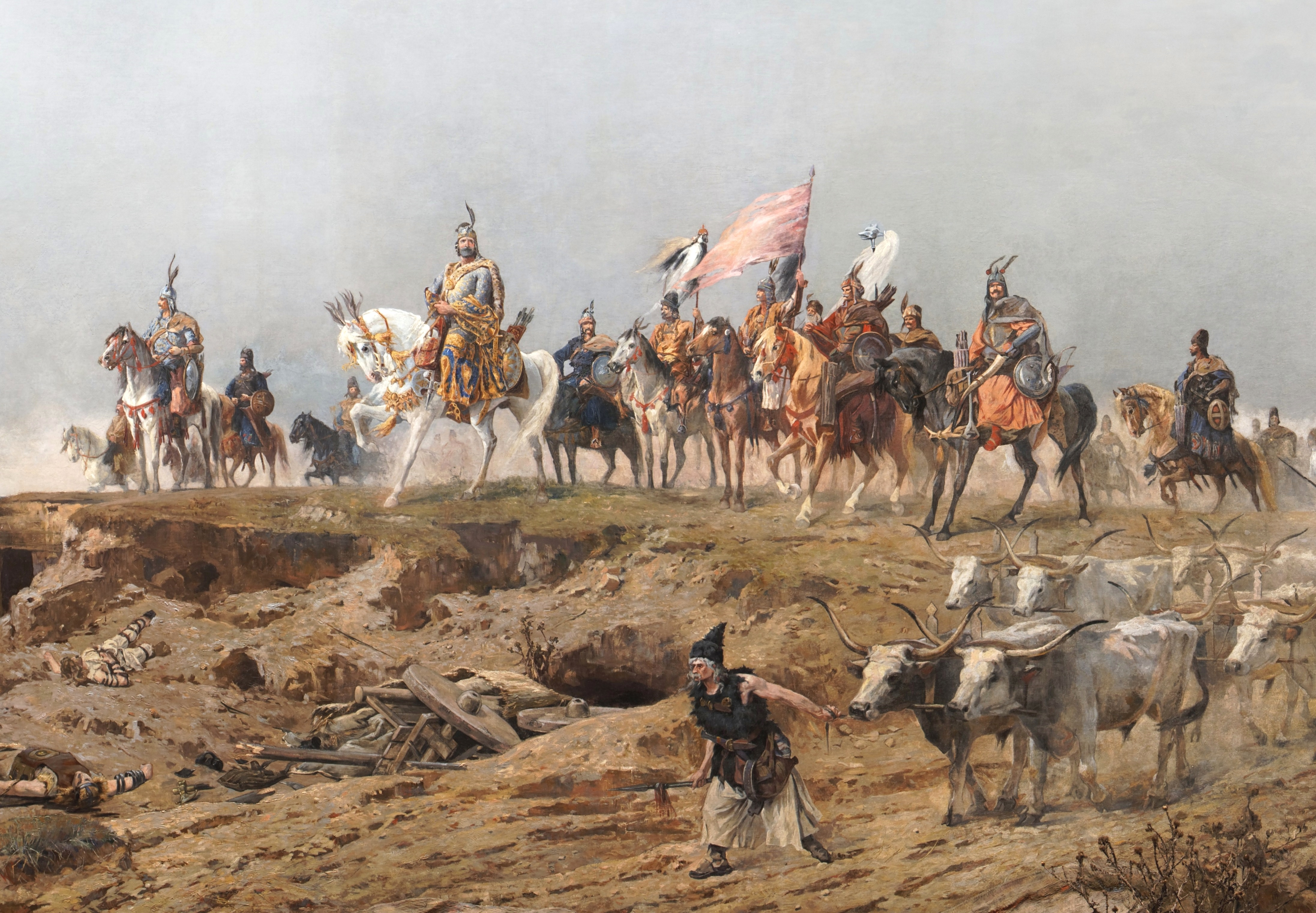
Fragment panoramy Árpáda Feszty, Przybycie Węgrów z końca XIX w. przedstawiający Madziarów pod wodzą Arpada przekraczających Karpaty

Wbrew legendzie zasiedlanie przez Węgrów Kotliny Panońskiej, a jednocześnie ich wycofywanie się z terenów zakarpackich, następowało stopniowo. Jeszcze w 898 Węgrzy panowali w staroruskim grodzie Halicz. Wedle wszelkiego prawdopodobieństwa osadnictwo węgierskie zaczęło się od krainy nad Cisą, w owym czasie niezamieszkanej, a następnie rozprzestrzeniało się na zachód. W kampanii lat 900–907 Węgrzy rozbili upadające państwo wielkomorawskie i zbrojnie wyparli państwo wschodniofrankijskie za barierę Alp, opanowując dawną rzymską Panonię (tereny między Dunajem, Sawą i Alpami), zamieszkaną przez Słowian panońskich i resztki ludów wcześniej tam bytujących (rzymską ludność prowincjonalną, Wołochów, Awarów, Germanów).
W latach 70. XX wieku węgierski historyk Gyula Kristó postawił hipotezę, że Węgrzy zasiedlili Kotlinę Panońską w dwóch falach. Drugą miał stanowić Honfoglalás („Czarni Węgrzy”), a pierwszą mieli stanowić w latach 70. VII wieku n.e. „Biali Węgrzy”, będący etnicznym substratem stwierdzonego archeologicznie tzw. stylu późnoawarskiego. Przypuszczenie to Gy. Kristó oparł na lokalizacji cmentarzysk późnoawarskich, na nazewnictwie osad węgierskich, przekazach kronik węgierskich i na podobieństwie metalurgii i złotnictwa. Hipoteza ta jest obecnie odrzucana.
Przez całą pierwszą połowę X wieku Węgrzy podejmowali łupieżcze wyprawy na całą kontynentalną Europę, od Hiszpanii i Włoch po Niemcy i Bizancjum, odznaczając się przy tym niesłychanym okrucieństwem. Kres łupiestwu położyła dopiero miażdżąca klęska zadana im przez wojska teutońskie w Bawarii nad rzeką Lech w 955. W ciągu następnego półwiecza Węgrzy pod rządami dynastii Arpadów przekształcili swe państwo w feudalną monarchię typu zachodnioeuropejskiego (koronacja Stefana I w 1001). W tym czasie dokonała się również chrystianizacja Węgier (974). Za czasów Stefana I Królestwo Węgier osiągnęło w przybliżeniu swe późniejsze granice. Skonsolidowane państwo oparło się wreszcie kolejnym najazdom koczowniczych Pieczyngów w XI wieku, jak również przetrwało pustoszący najazd mongolski w 1241.
W odróżnieniu od Protobułgarów po podboju Bułgarii, Węgrzy nie roztopili się bez śladu w masie ludności słowiańskiej, lecz w ciągu następnych stuleci narzucili jej swój język i – częściowo – kulturę. Ludność i kultura czysto słowiańska ostała się tylko na peryferyjnych, głównie górskich terenach Królestwa Węgier. Asymilacji uległy również ludy osiedlające się na Węgrzech w następnych wiekach: tureccy Kumanowie (węg. Kun) i irańscy Jasowie (węg. Jász). Madziaryzacji ulegli także liczni osadnicy sprowadzani na Węgry przez kolejnych władców z Włoch, Niemiec i Francji. Przez kolejne stulecia wraz z rozwojem gospodarczym Węgier do Kotliny Panońskiej napływali również osadnicy z krajów sąsiednich – Słowacy, Rusini, Chorwaci, Wołosi, Serbowie. Ta kolonizacja pozwoliła na ponowny rozwój kraju spustoszonego przez dwustuletnią (1526-1699) okupację turecką; niektóre tereny stały się wówczas bezludne i wymagały zasiedlenia na nowo. Naród węgierski przetrwał germanizacyjne zakusy habsburskich władców w XVIII wieku, a w XIX wieku, zwłaszcza po 1867 r. i powstaniu Austro-Węgier, urósł do potęgi politycznej. Jednocześnie Węgrzy podjęli wówczas szeroką akcję madziaryzacji mniejszych narodowości korony: Słowaków, Rusinów czy Rumunów.

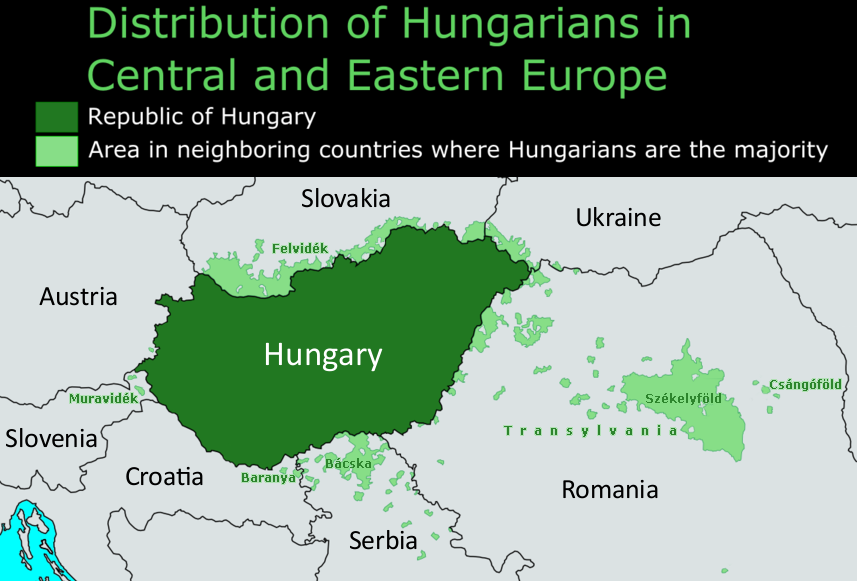
Współczesne rozmieszczenie Węgrów

Narodową traumą stał się dla Węgrów ład wersalski, ustanowiony wobec Węgier traktatem w Trianon z 1920. W ramach jego postanowień Królestwo Węgier zostało znacząco okrojone. Jedna trzecia Węgrów znalazła się poza granicami państwa węgierskiego w nowo powstałych państwach – Czechosłowacji, Rumunii i Jugosławii. Doprowadziło to z jednej strony do powstania węgierskiego rewizjonizmu granic Trianon oraz wrogości państw ościennych, które w okresie międzywojennym zawiązały przymierze Małej Ententy. Hasła kwestionujące granice Trianon są wśród Węgrów obecne do dzisiaj – hasła zjednoczenia Węgrów, poprzez połączenie obszarów przez nich zamieszkanych, są wciąż żywe i popierane przez władze . Kolejną traumą narodową Węgrów był okres komunizmu – stalinowski reżim Rákosiego był o wiele brutalniejszy niż w Polsce, a stłumienie powstania 1956 roku i następująca po nim przymusowa stabilizacja („gulaszowy komunizm”) zaowocowały ogólnospołeczną frustracją, której objawem był najwyższy w Europie wskaźnik samobójstw i ubytek ludności.

### Węgrzy nad Wołgą i na Kubaniu
Kumanowie, którzy uciekli na Węgry po walkach z Mongołami na Rusi w latach 20. XIII wieku, przynieśli wiadomości o zapomnianym już odłamie Węgrów, który pozostał w ich uralskiej kolebce. Na polecenie króla Beli IV w 1232 dominikanin Otton z trzema towarzyszami wyruszył na Przedkaukazie z misją ich odnalezienia, chrystianizacji i sprowadzenia do Kotliny Panońskiej. Otton spotkał na Przedkaukaziu kilka osób mówiących po węgiersku i z tą wiadomością wrócił na Węgry w 1235. Z następną wyprawą tego samego roku ruszył dominikanin Julian, również z trzema ludźmi. Julian nie odnalazł Węgrów na Kaukazie, wobec czego ruszył na północ i po przejściu miasta Bunda w ziemi Vela należącej do „Saracenów” (niezidentyfikowane – być może chodzi o Bułgarię Nadwołżańską i jej stolicę Bułgar Wielki) w niezidentyfikowanym miejscu nad „wielką rzeką Etil” (możliwe, że chodzi o dopływ Kamy – rzekę Biełaja, która nosi podobnie brzmiące nazwy po tatarsku i baszkirsku) odnalazł całe pogańskie plemię mówiące po węgiersku i przechowujące legendę o odejściu ziomków na zachód. Po półrocznej podróży przez Ruś i Polskę Julian wrócił na Węgry pod koniec 1236. Latem 1237 Julian ponownie wyruszył do odnalezionych Węgrów, jednak po drodze w okolicy Suzdala od Rusinów, Bułgarów i pogańskich Węgrów dowiedział się, że siedziby odnalezionych Węgrów zostały zniszczone przez Mongołów, oni sami zostali wymordowani, a niedobitki uległy rozproszeniu wśród sąsiadujących ludów. Z tą wiadomością Julian wrócił do króla. Więcej kontaktów z Węgrami uralskimi nie udało się nawiązać; misja węgierskiego franciszkanina Joganki na początku XIV wieku nie odnalazła żadnych Węgrów na Powołżu. Tym niemniej „według niepublikowanej relacji z drugiej połowy XVI lub z pierwszej połowy XVII w. w dolnym biegu Kamy znajdowało się jeszcze szczątkowe osadnictwo ugryjskie”. Historyczność tych podróży, mimo kwestionowania przez XIX-wiecznych historyków, nie budzi już dziś wątpliwości.